# Aranya Johar
Pour les articles homonymes, voir Johar (homonymie).
Aranya Johar (née le 7 septembre 1998) est une poétesse et militante féministe indienne. Elle poste sur les réseaux sociaux ses compositions de slam qui traitent des problèmes tels que l'égalité des sexes, la santé mentale et l'acception du corps.

## Jeunesse et éducation
Aranya Johar grandit à Mumbai. Elle a fait ses études au lycée Lilavati Podar. Elle est étudiante en dernière année d'un diplôme d'art au Sophia College. Aranya Johar commence, dès son adolescente, à écrire des poèmes sur la misogynie. Elle admet avoir menti à propos de son âge, pour se produire la première fois devant un public à 13 ans.
Durant sa scolarité, on lui diagnostique un trouble déficitaire de l'attention. Au cours de l'une de ses représentations, lorsqu'elle est adolescente, elle se souvient d'avoir ému aux larmes un homme de 47 ans. Les lignes qui ont fait pleurer l’homme étaient : « J'étais toi que je poserais cette lame. »

## Carrière
Le premier slam publié par Aranya Johar, « A Brown Girl’s Guide to Gender », est immédiatement un succès. Il est visionné un million de fois en moins de deux jours après sa mise en ligne.
Elle intègre Bollywood pour la première fois grâce à sa collaboration avec Akshay Kumar pour le film Padman.
Aranya Johar et sa camarade Prachee Mashru, âgée de 17 ans créent More Than Mics, une organisation qui met en place des plateformes de création pour les arts de la scène (poésie, musique, comédie, etc.). Prachee Mashru et Aranya Johar apprennent à se connaître en ligne et se rapprochent grâce à leur amour pour le rappeur canadien Drake.
Aranya Johar est également conservatrice de Blind Poetry Sessions, une série de nuits de poésie. Contrairement aux autres concerts, la soirée Blind Poetry se déroule dans une pièce sombre et les poètes sont anonymes. Elle est également co-commissaire d'un autre événement de poésie intitulé Throwback Thursday, dans lequel elle demande aux poètes de lire leur premier travail ainsi que leurs écrits les plus récents. Aranya Johar a également soutenu et présenté un poème pour l'égalité des sexes « Know your rights » en association avec Aaj tak et India Today.
Sa vidéo « To Bleed Without Violence » qui dénonce la tabou associé aux menstruations, en collaboration avec WASH United, a été vue 7 millions de fois au cours du premier week-end de mise en ligne.
Aranya Johar a bénéficié de bon nombre d'articles, notamment dans Rolling Stone et Harper Bazaar et dans Teen Vogue en 2017. Elle s'est également produite lors de la SRCC Youth Conference le 22 septembre 2017 et lors de l'événement We The Women en association avec ONU Femmes les 9 et 10 décembre 2017.
Elle a également fait partie de SHEROES Summit 2018, une plateforme communautaire de femmes qui invite les femmes à partager leurs histoires et à inspirer d'autres femmes.
Elle fait des conférences TEDxICTMumbai en avril 2017. Elle a été invitée et considérée par divers poètes.

## Distinctions
En 2019, elle est incluse dans la liste 100 Women de la BBC.

### Œuvres
- « A Brown Girl’s Guide to Gender » (créé pour la première fois le 6 mars 2017 à Tuning Fork)[18]
- « A Brown Girl’s Guide to Beauty » (publié le 7 juillet 2017 et présenté par Shaadi.com)[19]
- « A Brown Girl’s Guide » (publié par Rise by TLC le 1er janvier 2018)
- « To Bleed Without Violence » (publié par Dasra India le 28 juin 2017)
- « BleedingRani » avec Akshay Kumar (publié le 1 février 2018 par Peeping Moon)[7]
- « To India: With Love » (publié le 29 septembre 2017)
- « Women Will » (publié le 29 mars 2018)
- « Buy Now or Panic Later » (publié le 9 avril 2017 par le mouvement de la Airplane Poetry Movement)[20]